# Thunder Road International Speedbowl
Pour les articles homonymes, voir Thunder Road.
Thunder Road International Speedbowl, ou simplement Thunder Road dans le langage courant, est un circuit de course automobile ovale de 1/4 de mille (0,4 km), situé à Barre dans le Vermont aux États-Unis, en opération depuis 1960. Propriété du journaliste Ken Squier et du promoteur Tom Curley, président de l'American Canadian Tour, elle est l'une des pistes de stock-car les plus populaires du nord-est des États-Unis.
Parmi les classiques présentées à cet endroit à chaque année, le "Milk Bowl" est la course la plus célèbre. Présentée depuis 1962 (sauf en 1978 et 1980 où le Milk Bowl fut couru à la piste Catamount Stadium et en 1981 alors que la piste était fermée), elle est une épreuve de 150 tours en trois étapes de 50 tours, avec positions inversées à chaque étape. Le vainqueur de chaque étape reçoit un point, le deuxième deux points, le troisième trois points, ainsi de suite. Le pilote ayant récolté le moins de points est déclaré gagnant du Milk Bowl. La tradition veut que le vainqueur embrasse la vache dont il vient de boire le lait. Patrick Laperle (2005, 2007 et 2008) et Jean-Paul Cabana (1973 et 1987) sont les seuls québécois à avoir remporté le Milk Bowl.
En 2012, est créé le Vermont State Late Model Championship, une mini-série de quatre courses pour voitures Late Model Sportsman, deux à Thunder Road et les deux autres au Devil's Bowl Speedway. Dave Pembroke a été couronné premier champion de cette mini-série.
Plusieurs pilotes de renom ont déjà couru à Thunder Road, dont les vedettes NASCAR Tony Stewart, David Ragan, Kenny Wallace et Ken Schrader.